# Sook-Yin Lee
Sook-Yin Lee is een Canadese actrice en zangeres.
In de jaren negentig was ze zangeres voor de Alternatieve muziekband Bob's Your Uncle. Nadat de band begin jaren 90 uit elkaar ging heeft ze nog een tijd als solozangeres opgetreden.
Vanaf 1995 werd radiopresentatrice. Ze werkte voor verschillende zenders. In dezelfde tijd startte ze ook met acteren.

## Discografie
- Tale of Two Legs (1993)
- Cages (1993)
- Lavinia's Tongue (1994)
- Wigs 'n Guns (1996)

## Filmografie
- Green Dolphin Beat (1994)
- Bad Company (1995)
- Sliders (1995)
- Boy Meets Girl (1998)
- Hedwig and the Angry Inch (2001)
- The Art of Woo (2001)
- 3 Needles (2005)
- Shortbus (2006)

- Biblioteca Nacional de España: XX4618164
- Bibliothèque nationale de France: cb16227771w (data)
- Gemeinsame Normdatei: 13868037X
- International Standard Name Identifier: 0000 0001 1937 1002
- Library of Congress Control Number: no2009009496
- MusicBrainz: f480a67c-14ab-45d3-9265-be4341df83fa
- Nederlandse Thesaurus van Auteursnamen: 300267169
- Système universitaire de documentation: 123512050
- Virtual International Authority File: 86516588
- WorldCat: E39PBJwMCWKT7PtPfhxVGJTfv3